# Warren S. Johnson
Pour les articles homonymes, voir JCI.
Warren S. Johnson est l'inventeur du thermostat en 1883 et créateur de Johnson Controls Inc. en 1885.

## Biographie
Il a été professeur à l'école normal de Whitewater qui porte aujourd'hui son nom